# 本田誠二
本田 誠二（ほんだ せいじ、1951年4月 - ）は、スペイン文学者、神田外語大学教授。16世紀スペイン文学を専門とする。
東京生まれ。1975年東京外国語大学スペイン語科卒業、1979年同大学院修士課程修了。神田外語大学助教授を経て教授。1993年レオーネ・エブレオ『愛の対話』の翻訳で日本翻訳出版文化賞受賞

## 著書
- セルバンテスの芸術 水声社 2005.10
- セルバンテスの批評 水声社 2019.2
- アメリコ・カストロ スペイン史学のドン・キホーテ 水声社 2023

共編
- 『ガルシア・ロルカの世界』 川成洋、坂東省次共編 行路社 1998.9 (イスパニア叢書)
- 『ドン・キホーテ事典』 樋口正義、坂東省次、山崎信三、片倉充造共編 行路社 2005.12
- 『セルバンテス全集』全7巻、水声社、2017.2-2018.8
  - ドン・キホーテ 前篇・後篇　水声社（セルバンテス全集 第2・3巻）2017、本田一訳、注および解説

鼓直責任編集、荻内勝之、田尻陽一、樋口正義と分担訳

## 翻訳
- 愛の対話 レオーネ・エブレオ 平凡社 1993.1
- スペイン宮廷恋愛詩集 ガルシラソ・デ・ラ・ベーガ 西和書林 1993.11
- ロルカ イアン・ギブソン 内田吉彦共訳 中央公論社 1997.6
- ラ・ガラテア、パルナソ山への旅　セルバンテス 行路社 1999.2 (イスパニア叢書)
  - ガラテーア　水声社 2017.11（セルバンテス全集 第1巻）改訳版
  - パルナソ山への旅および詩作品　水声社 2018.1（セルバンテス全集 第6巻）改訳版
- ディアナ物語 ホルヘ・デ・モンテマヨール/ガスパール・ヒル・ポーロ 南雲堂フェニックス 2003.10
- セルバンテスの思想 アメリコ・カストロ 法政大学出版局 2004.8 (叢書・ウニベルシタス)
- セルバンテスとスペイン生粋主義 スペイン史のなかのドン・キホーテ アメリコ・カストロ 法政大学出版局 2006.6 (叢書・ウニベルシタス)
- セルバンテスへ向けて 『わがシッドの歌』から『ドン・キホーテ』へ アメリコ・カストロ 水声社 2008.7
- 葛藤の時代について スペイン及びスペイン文学における体面のドラマ アメリコ・カストロ 法政大学出版局 2009.6
- スペイン人とは誰か その起源と実像 アメリコ・カストロ 水声社 2012.1
- スペインとスペイン人 〈スペイン神話〉の解体 フアン・ゴイティソロ 水声社 2016.1
- テラ・ノストラ　カルロス・フエンテス　水声社 2016.5
- 歴史のなかのスペイン　アメリコ・カストロ　水声社 2020.12
- スペインの歴史的現実　アメリコ・カストロ　水声社 2022.1
- スペイン文明論集Ⅰ 歴史・文化篇、Ⅱ 歴史・文化篇　アメリコ・カストロ　水声社 2025 - 編訳 2分冊